# Srebrny Niedźwiedź dla najlepszej aktorki
Srebrny Niedźwiedź dla najlepszej aktorki (niem. Silberner Bär/Beste Darstellerin) – nagroda przyznawana corocznie na Międzynarodowym Festiwalu Filmowym w Berlinie w latach 1956-2020 dla najlepszej roli kobiecej spośród filmów konkursu głównego. Laureatkę nagrody wybierało międzynarodowe jury konkursu głównego. W historii festiwalu pięciokrotnie nagroda nie została przyznana (1969, 1970, 1973, 1974, 1990).
Organizatorzy festiwalu zdecydowali się od 2021 zastąpić nagrodę dla najlepszej aktorki i aktora wyróżnieniami za najlepszą rolę główną oraz drugoplanową po to, by nie różnicować wykonawców ze względu na ich płeć. Berlinale było pierwszym międzynarodowym festiwalem, który zdecydował się na taki równościowy i neutralny płciowo krok.

## Statystyki

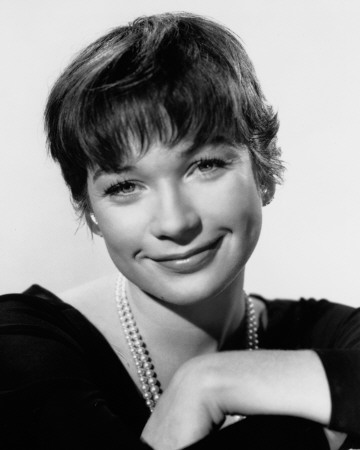
Shirley MacLaine, jedyna dwukrotna zdobywczyni Srebrnego Niedźwiedzia.

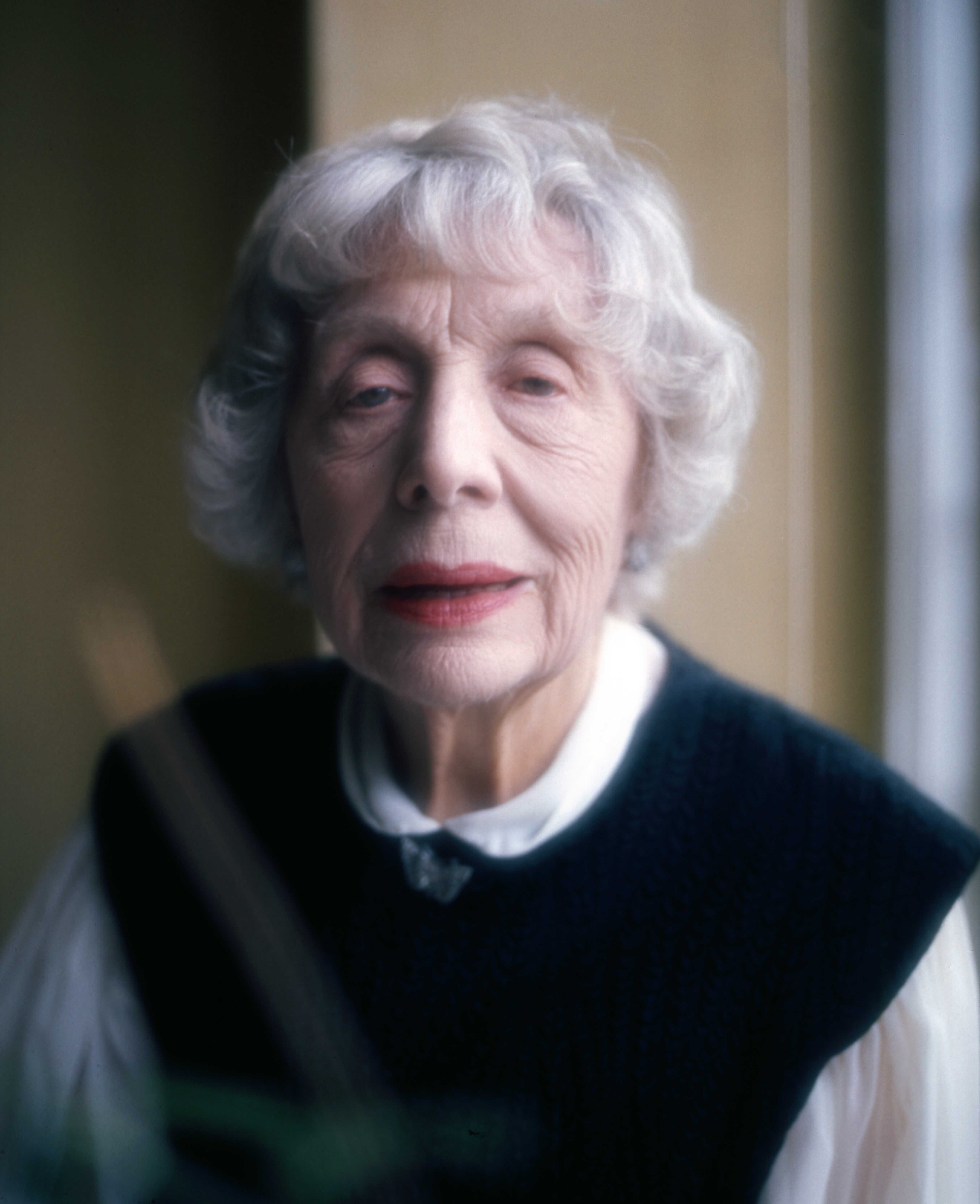
Edith Evans, najstarsza laureatka Srebrnego Niedźwiedzia - za rolę w filmie Szepczące ściany (1967).

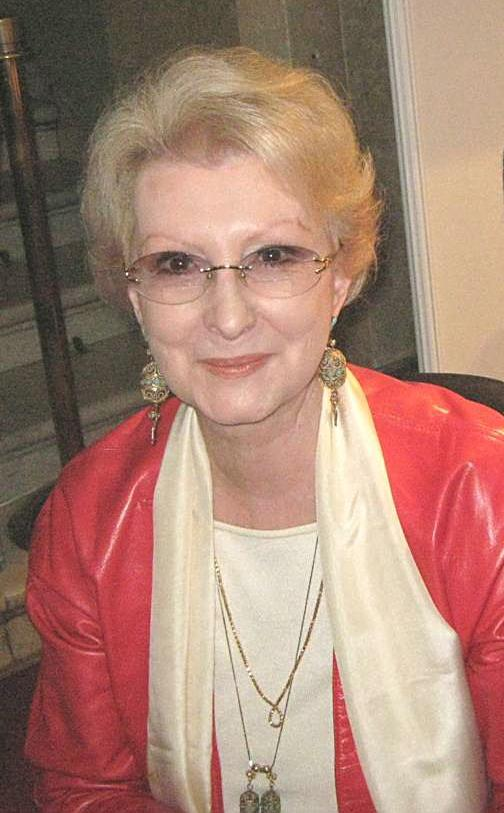
Jadwiga Barańska, jedna z dwóch polskich laureatek Srebrnego Niedźwiedzia - za rolę w filmie Noce i dnie (1976).

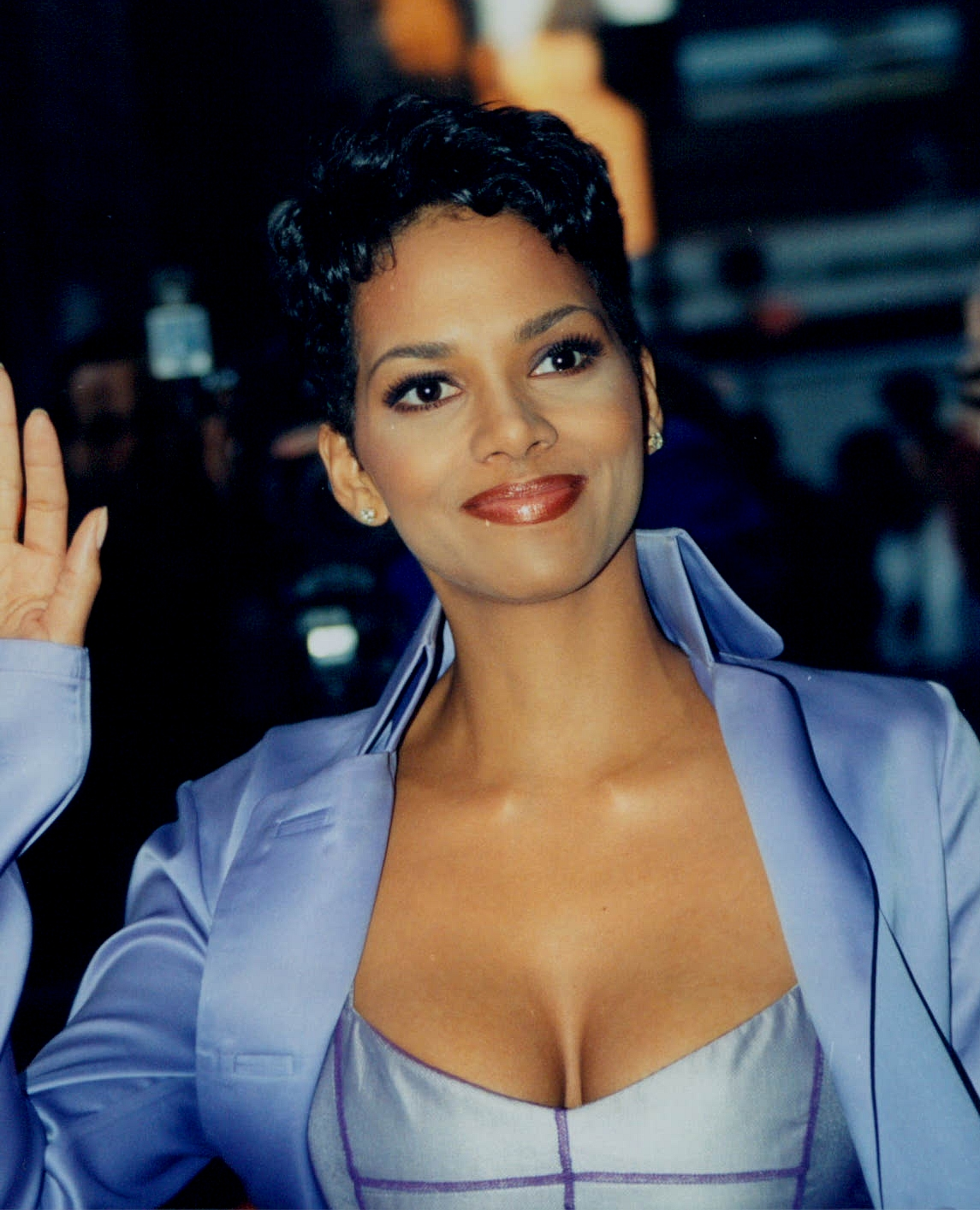
Halle Berry, laureatka Srebrnego Niedźwiedzia za rolę w filmie Czekając na wyrok (2002).

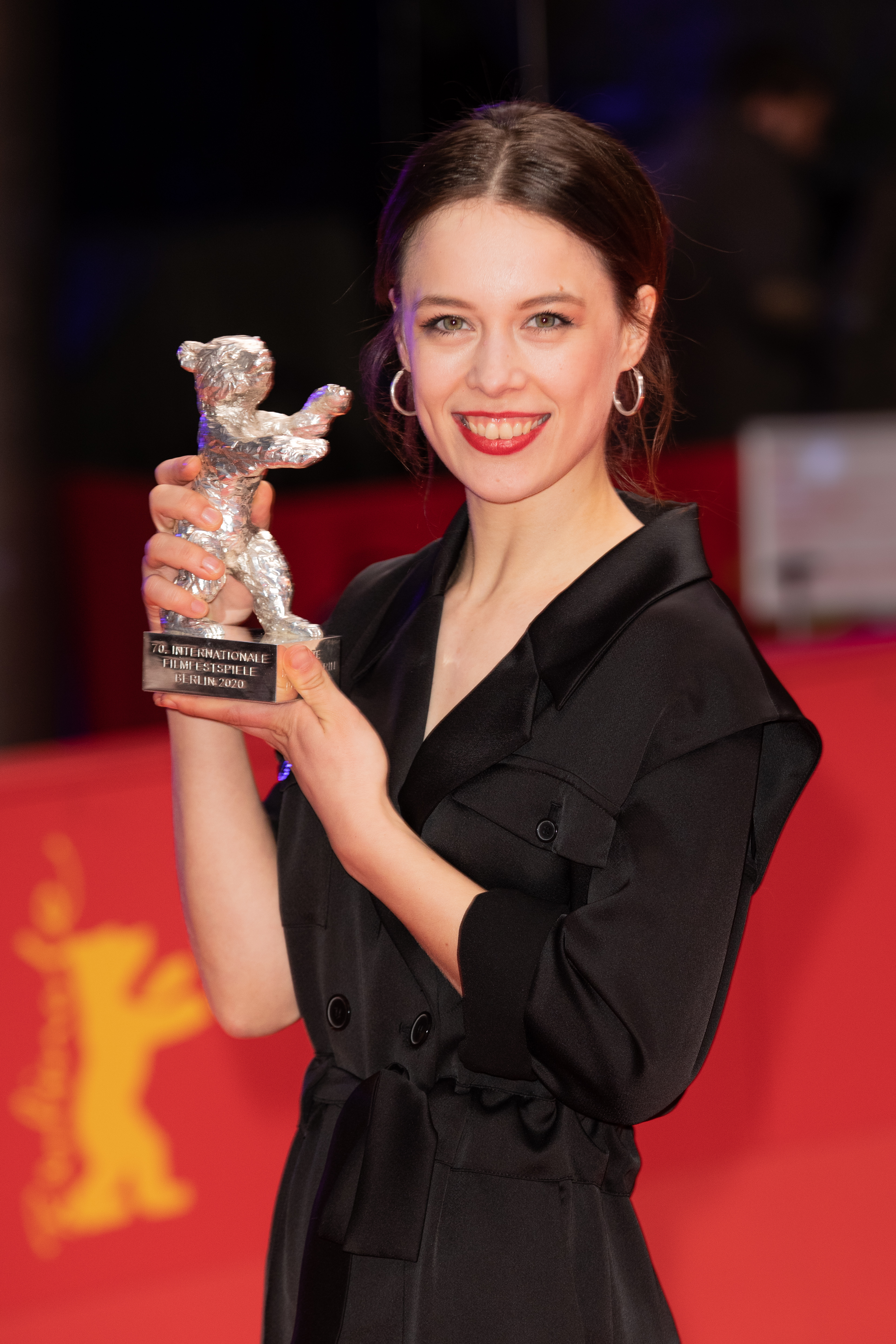
Paula Beer ze Srebrnym Niedźwiedziem za rolę w filmie Undine (2020).

Najczęściej nagradzane były role aktorek amerykańskich (12) i niemieckich (11). W dwóch przypadkach jury przyznało nagrody dla aktorskiego kolektywu (od trzech aktorek wzwyż), a dotyczyło to filmów: Godziny (2003, trzy nagrodzone aktorki) oraz Rozstanie (2011, pięć aktorek).
Tylko Amerykance Shirley MacLaine udało się zdobyć nagrodę dwukrotnie (1959, 1971).
Japonka Sachiko Hidari była jedyną zdobywczynią nagrody za role w dwóch różnych filmach (1964). Pierwszą czarnoskórą laureatką była Amerykanka Halle Berry (2002). Najmłodszą zdobywczynią nagrody była Iranka Kimia Hosseini - miała skończonych zaledwie siedem lat. Najstarszą laureatką była 79-letnia Angielka Edith Evans (1967).
Francuzka Juliette Binoche i Amerykanka Julianne Moore to jedyne aktorki, które zdobyły nagrody aktorskie na wszystkich trzech najważniejszych europejskich festiwalach filmowych: Puchar Volpiego na MFF w Wenecji, nagrodę dla najlepszej aktorki na MFF w Cannes oraz Srebrnego Niedźwiedzia na MFF w Berlinie. Cztery role nagrodzone w Berlinie przyniosły ich laureatkom również Oscara dla najlepszej aktorki pierwszo- lub drugoplanowej (Juliette Binoche, Halle Berry, Nicole Kidman i Charlize Theron).
Nagrodę otrzymały dwukrotnie polskie aktorki: Jadwiga Barańska (1976) i Barbara Grabowska (1981).

## Laureatki Srebrnego Niedźwiedzia
| Rok       | Aktorka                                                                    | Tytuł polski                              | Tytuł oryginalny                                                    |                        |
| --------- | -------------------------------------------------------------------------- | ----------------------------------------- | ------------------------------------------------------------------- | ---------------------- |
| 1956      | Elsa Martinelli                                                            | Donatella                                 | Donatella                                                           |                        |
| 1957      | Yvonne Mitchell                                                            | Kobieta w szlafroku                       | Woman in a Dressing Gown                                            |                        |
| 1958      | Anna Magnani                                                               | Dziki jest wiatr                          | Wild Is the Wind                                                    |                        |
| 1959      | Shirley MacLaine                                                           | Jak zdobyć męża                           | Ask Any Girl                                                        |                        |
| 1960      | Juliette Mayniel                                                           | Kiermasz                                  | Kirmes                                                              |                        |
| 1961      | Anna Karina                                                                | Kobieta jest kobietą                      | Une femme est une femme                                             |                        |
| 1962      | Rita Gam Viveca Lindfors                                                   | No Exit                                   | No Exit                                                             |                        |
| 1963      | Bibi Andersson                                                             | Kochanka                                  | Älskarinnan                                                         |                        |
| 1964      | Sachiko Hidari                                                             | Kobieta owad Ona i on                     | にっぽん昆虫記 / Nippon konchûki 彼女と彼 / Kanojo to kare          |                        |
| 1965      | Madhur Jaffrey                                                             | Shakespeare-Wallah                        | Shakespeare Wallah                                                  |                        |
| 1966      | Lola Albright                                                              | Lord Love a Duck                          | Lord Love a Duck                                                    |                        |
| 1967      | Edith Evans                                                                | Szepczące ściany                          | The Whisperers                                                      |                        |
| 1968      | Stéphane Audran                                                            | Łanie                                     | Les biches                                                          |                        |
| 1969 1970 | Nagrody nie przyznano.                                                     | Nagrody nie przyznano.                    | Nagrody nie przyznano.                                              | Nagrody nie przyznano. |
| 1971      | Shirley MacLaine                                                           | Pustka                                    | Desperate Characters                                                |                        |
| 1971      | Simone Signoret                                                            | Kot                                       | Le chat                                                             |                        |
| 1972      | Elizabeth Taylor                                                           | Hammersmith Is Out                        | Hammersmith Is Out                                                  |                        |
| 1973 1974 | Nagrody nie przyznano.                                                     | Nagrody nie przyznano.                    | Nagrody nie przyznano.                                              | Nagrody nie przyznano. |
| 1975      | Kinuyo Tanaka                                                              | Sandakan nr 8                             | サンダカン八番娼館 望郷 Sandakan hachibanshokan bohkyo              |                        |
| 1976      | Jadwiga Barańska                                                           | Noce i dnie                               | Noce i dnie                                                         |                        |
| 1977      | Lily Tomlin                                                                | Ostatni seans                             | The Late Show                                                       |                        |
| 1978      | Gena Rowlands                                                              | Premiera                                  | Opening Night                                                       |                        |
| 1979      | Hanna Schygulla                                                            | Małżeństwo Marii Braun                    | Die Ehe der Maria Braun                                             |                        |
| 1980      | Renate Krößner                                                             | Solo Sunny                                | Solo Sunny                                                          |                        |
| 1981      | Barbara Grabowska                                                          | Gorączka                                  | Gorączka                                                            |                        |
| 1982      | Katrin Saß                                                                 | Roczne poręczenie                         | Bürgschaft für ein Jahr                                             |                        |
| 1983      | Jewgienija Głuszenko                                                       | Zakochany na własne życzenie              | Влюблён по собственному желанию Wljublion po sobstwiennomu żełaniju |                        |
| 1984      | Inna Czurikowa                                                             | Romans polowy                             | Военно-полевой роман Wojenno-poliewoj roman                         |                        |
| 1985      | Jo Kennedy                                                                 | Wrong World                               | Wrong World                                                         |                        |
| 1986      | Marcélia Cartaxo                                                           | Godzina gwiazdy                           | A Hora da Estrela                                                   |                        |
| 1986      | Charlotte Valandrey                                                        | Czerwony pocałunek                        | Rouge baiser                                                        |                        |
| 1987      | Ana Beatriz Nogueira                                                       | Vera                                      | Vera                                                                |                        |
| 1988      | Holly Hunter                                                               | Telepasja                                 | Broadcast News                                                      |                        |
| 1989      | Isabelle Adjani                                                            | Camille Claudel                           | Camille Claudel                                                     |                        |
| 1990      | Nagrody nie przyznano.                                                     | Nagrody nie przyznano.                    | Nagrody nie przyznano.                                              | Nagrody nie przyznano. |
| 1991      | Victoria Abril                                                             | Kochankowie                               | Amantes                                                             |                        |
| 1992      | Maggie Cheung                                                              | Aktorka                                   | 阮玲玉 Ruan Lingyu                                                  |                        |
| 1993      | Michelle Pfeiffer                                                          | Pole miłości                              | Love Field                                                          |                        |
| 1994      | Crissy Rock                                                                | Biedroneczko, biedroneczko                | Ladybird, Ladybird                                                  |                        |
| 1995      | Josephine Siao                                                             | Letni śnieg                               | 女人四十 Nu ren si shi                                              |                        |
| 1996      | Anouk Grinberg                                                             | Mój mężczyzna                             | Mon homme                                                           |                        |
| 1997      | Juliette Binoche                                                           | Angielski pacjent                         | The English Patient                                                 |                        |
| 1998      | Fernanda Montenegro                                                        | Dworzec nadziei                           | Central do Brasil                                                   |                        |
| 1999      | Juliane Köhler Maria Schrader                                              | Aimée i Jaguar                            | Aimée & Jaguar                                                      |                        |
| 2000      | Bibiana Beglau Nadja Uhl                                                   | Legenda Rity                              | Die Stille nach dem Schuß                                           |                        |
| 2001      | Kerry Fox                                                                  | Intymność                                 | Intimacy                                                            |                        |
| 2002      | Halle Berry                                                                | Czekając na wyrok                         | Monster's Ball                                                      |                        |
| 2003      | Nicole Kidman Julianne Moore Meryl Streep                                  | Godziny                                   | The Hours                                                           |                        |
| 2004      | Catalina Sandino Moreno                                                    | Maria łaski pełna                         | Maria Full of Grace                                                 |                        |
| 2004      | Charlize Theron                                                            | Monster                                   | Monster                                                             |                        |
| 2005      | Julia Jentsch                                                              | Sophie Scholl – ostatnie dni              | Sophie Scholl – Die letzten Tage                                    |                        |
| 2006      | Sandra Hüller                                                              | Requiem                                   | Requiem                                                             |                        |
| 2007      | Nina Hoss                                                                  | Yella                                     | Yella                                                               |                        |
| 2008      | Sally Hawkins                                                              | Happy-Go-Lucky, czyli co nas uszczęśliwia | Happy-Go-Lucky                                                      |                        |
| 2009      | Birgit Minichmayr                                                          | Wszyscy inni                              | Alle Anderen                                                        |                        |
| 2010      | Shinobu Terajima                                                           | Gąsienica                                 | キャタピラー Kyatapirâ                                              |                        |
| 2011      | Leila Hatami Sareh Bayat Sarina Farhadi Kimia Hosseini Shirin Yazdanbakhsh | Rozstanie                                 | جدایی نادر از سیمین Jodaeiye Nader az Simin                         |                        |
| 2012      | Rachel Mwanza                                                              | Wiedźma wojny                             | Rebelle                                                             |                        |
| 2013      | Paulina García                                                             | Gloria                                    | Gloria                                                              |                        |
| 2014      | Haru Kuroki                                                                | Mały domek                                | 小さいおうち Chiisai ouchi                                          |                        |
| 2015      | Charlotte Rampling                                                         | 45 lat                                    | 45 Years                                                            |                        |
| 2016      | Trine Dyrholm                                                              | Komuna                                    | Kollektivet                                                         |                        |
| 2017      | Kim Min-hee                                                                | Samotnie na plaży pod wieczór             | 밤의 해변에서 혼자 Bamui haebyun-eoseo honja                        |                        |
| 2018      | Ana Brun                                                                   | Dziedziczki                               | Las herederas                                                       |                        |
| 2019      | Yong Mei                                                                   | Żegnaj, mój synu                          | 地久天长 Di jiu tian chang                                          |                        |
| 2020      | Paula Beer                                                                 | Undine                                    | Undine                                                              |                        |